# Маппеты

Логотип 2004—2011 годов

Маппеты (англ. the Muppets) — семейство кукольных персонажей, созданных Джимом Хенсоном в 1955 году (изначально для кукольного шоу Sam and Friends, затем — для «Улицы Сезам» и других). Термин часто применяется и к другим куклам, выполненным в стиле Маппет-шоу.
Впервые слово «Muppet» было употреблено в 1956, и, видимо, образовано из слов Marionette и puppet (марионетка и кукла).
20 марта 2012 года Маппеты получили звезду на Голливудской «Аллее славы».

## Наиболее известные маппеты
- Лягушонок Кермит
- Мисс Пигги
- Медвежонок Фоззи
- Крыса Риззо
- Великий Гонзо
- Пёс Рольф
- Животное

## Фильмография
- «Маппеты» (The Muppet Movie, 1979)
- «Большое кукольное путешествие» (The Great Muppet Caper, 1981)
- «Маппеты завоёвывают Манхэттен» (The Muppets Take Manhattan, 1984)
- «Рождественская сказка Маппетов» (The Muppet Christmas Carol, 1992)
- «Остров сокровищ маппетов» (Muppet Treasure Island, 1996)
- «Маппет-шоу из космоса» (Muppets from Space, 1999)
- «Очень маппетовское рождественское кино» (2002)
- «Лягушонок Кермит: Годы в болоте» (Kermit’s Swamp Years, 2002)
- «Шоу Маппетов: Волшебник из страны Оз» (The Muppets' Wizard of Oz, 2005)
- «Маппеты» (The Muppets, 2011)
- «Маппеты 2» (Muppets Most Wanted, 2014).

### Сериалы
- Sam and Friends
- «Улица Сезам» (1969—н. в.)
- «Маппет-шоу» (1976—1981)
- «Скала Фрэгглов»
- «Куколки-малышки[англ.]» (1984—1991)
- «Маппеты» (2015—2016)
- «Мини-Маппеты» (2018—наст. время)

### Пародии
- «Познакомьтесь с Фиблами»